# 비교 문화 연구
비교 문화 연구(Comparative cultural studies, 比較文化硏究)는 지구촌과 상호문화적 상황속에서 문화연구에 대한 상황적 연구이다. 강조점은 연구의 목적이 무엇인가라기 보다는 연구 과정에서의 이론, 방법 그리고 적용이다. 연구 대상의 "무엇"보다 연구 과정의 이론, 방법 및 적용에 중점을 둡니다. 다양한 집단의 사회적 행위의 패턴을 찾아내어 인간 행위의 본질적 유사성을 알아내고자 하는 연구 방법. 기본적으로는 문화 상대주의적 태도를 취한다. 주로 인류학 영역에서 시도되었으나 이후 경제학, 종교학, 언어학 따위로 확산되었다.

## 참고 문헌
- “CLCWeb: Comparative Literature and Culture”. ISSN 1481-4374. 2013년 10월 23일에 확인함.
- Tötösy de Zepetnek, Steven, and Tutun Mukherjee, eds. Companion to Comparative Literature, World Literatures, and Comparative Cultural Studies. New Delhi: Cambridge UP India, 2013.
- Purdue University Press print monograph series of Books in Comparative Cultural Studies http://www.thepress.purdue.edu/series/comparative-cultural-studies
- Tötösy de Zepetnek, Steven (1999). “From Comparative Literature Today toward Comparative Cultural Studies”. 《CLCWeb: Comparative Literature and Culture》 1 (3). doi:10.7771/1481-4374.1041.

## 같이 보기
- 문화